# Студентський кредит
Студентський кредит (англ. Student loans) є одним з специфічних видів кредиту розроблений, щоб допомогти студентам платити за вищу освіту і пов'язані з нею витрати.
Цей кредит як правило відрізняється від інших видів кредитів. Відмінності полягають в тім, що:
- процентна ставка може бути істотно нижче;
- графік його погашення може бути відкладений;
- має особливості, що регулюють його переукладання і виплату боргових зобов’язань.

Цільовий пільговий державний кредит для здобуття вищої освіти за денною, вечірньою та заочною формою навчання у вищих навчальних закладах незалежно від форми власності можуть одержати молоді громадяни України віком до 28 років,  які успішно склали вступні іспити або 
навчаються на будь-якому курсі вищого навчального закладу. 
Кредит надається тільки один раз на навчання за однією і тією  ж спеціальністю для здобуття освітньо-кваліфікаційного рівня молодшого спеціаліста, бакалавра, спеціаліста, магістра у вищому навчальному закладі, що функціонує на території України. 
Довідково: 
- На умовах пільгового державного кредитування у вищих навчальних закладах  у 2006/2007 навчальному році навчалося 2724 студенти, з них 88 осіб було зараховано у 2006 році.[1]
- Державне кредитування здобуття вищої освіти (видатки з Державного бюджету) складало у 2004-2009 рр.: 2004 р. – 13 млн. грн., 2005 р. – 13,5 млн. грн.; 2006-2009 рр. – по 14,715 млн. грн. щорічно.[2]

## Фінансування кредитів
Кошти на надання кредитів передбачаються у державному та відповідних місцевих бюджетах. 
Розмір кредиту щороку визначається:
- вищим навчальним закладом державної форми власності виходячи з вартості навчання (за винятком стипендії) відповідно до форми навчання і та затверджується центральним органом виконавчої влади, у підпорядкуванні якого перебуває вищий навчальний заклад;
- комунальної форми власності визначається і затверджується департаментами (управліннями) освіти обласних і Київської міської держадміністрацій, у підпорядкуванні якого перебуває вищий навчальний заклад комунальної форми власності;
- вищим навчальним закладом приватної форми власності і затверджується МОН.

## Процедура розподілу та отримання кредитів
Діє багатоступенева ступенева процедура розподілу та отримання кредитів. 
На першому етапі Міністерство освіти і науки України укладає відповідні  угоди стосовно передачі повноважень на надання кредитів з центральними органами виконавчої влади, у підпорядкуванні яких перебувають вищі навчальні заклади державної форми власності. 
На другому етапі органи державної влади – розпорядники кредитів розподіляють суми між підпорядкованими вищими навчальними закладами, доводять до них довідки про внесення змін до кошторису (для вищих навчальних закладів комунальної форми власності – департаменти (управління) освіти обласних та Київської міської держадміністрацій). 
На третьому – органи державної влади – розпорядники кредитів видають одержувачам кредиту направлення для здобуття вищої освіти у вищому навчальному закладі.
На четвертому – Приймальна комісія вищого навчального закладу за результатами складання вступних іспитів приймає щодо кожного одержувача кредиту рішення про його зарахування з оплатою його навчання  за  рахунок кредиту яке затверджується керівником вищого навчального 
закладу. Приймальна комісія повідомляє орган, який видав направлення на навчання за рахунок кредиту, про результати зарахування  та повертає направлення на навчання за рахунок кредиту тих, хто не склав вступних іспитів або яких не зараховано.
Кредит надається на підставі угоди між його одержувачем та керівником   вищого навчального закладу за затвердженою формою угоди. 
У разі коли одержувач кредиту є неповнолітнім, зазначена угода  укладається  батьками або особами, які їх замінюють. По досягненні повноліття одержувач кредиту переукладає угоду з вищим навчальним закладом.

## Умови повернення кредитів

### Відрахування
Відраховані з вищого навчального закладу студенти, які навчалися за рахунок кредиту, втрачають на нього право. 
Вищий навчальний заклад повідомляє орган державної влади – розпорядника кредитів про відрахування студента і повертає невикористані кошти, перераховані на оплату його навчання. 

### Академічна відпустка
Студенти, які перебувають в академічній відпустці, мають право  продовжити строк дії угоди про надання кредиту після повернення з академічної відпустки. 

### Повернення кредиту
Одержувач  кредиту повертає суму кредиту із сплатою 3 відсотків річних протягом 15 років починаючи з дванадцятого місяця після закінчення навчання у вищому  навчальному закладі до відповідного бюджету з виплатою щороку однієї п'ятнадцятої частини загальної суми одержаного кредиту та відсотків за користування ним. Сума кредиту та відсотки за користування ним повертаються через вищий  навчальний заклад на рахунки відповідного органу державної влади – розпорядника кредитів з подальшим зарахуванням коштів до бюджету. 
Відраховані з вищого навчального закладу одержувачі  кредиту повертають кошти починаючи з третього місяця після відрахування. 
Одержувач  кредиту, який має одну дитину, звільняється від сплати відсотків за користування кредитом. 
Одержувачу кредиту, який має двох дітей, за рахунок бюджетних коштів  погашається  25 відсотків суми зобов'язань за кредитом,  а тому, який має трьох і більше дітей,  - 50  відсотків  зазначеної суми.
У разі народження дитини під час повернення кредиту одержувач кредиту звільняється від сплати відсотків за користування кредитом з дати народження першої дитини; з дати народження другої дитини - за  рахунок  бюджетних коштів  погашається  25   відсотків суми зобов'язань  за кредитом,  а з дати народження третьої дитини - 50 відсотків зазначеної суми. 
Одержувач  кредиту може  повернути кредит  раніше встановленого в угоді строку. 
Кредит та відсотки за користування ним не повертаються у разі настання на момент виплати смерті одержувача кредиту або встановлення йому інвалідності 1 групи. 
Одержувач кредиту, який після закінчення вищого навчального закладу пропрацював за фахом не менше ніж 5 років у державному або комунальному закладі чи установі у сільській місцевості, кредит та відсотки за користування ним не повертає. 
Строк повернення кредиту продовжується на період: 
- строкової військової служби одержувача кредиту;
- перебування у відпустці по догляду за дитиною до досягнення нею трирічного віку.

## Нормативно-правова база
- Закон України «Про вищу освіту» від 01.07.2014 № 1556-VII (зі змінами і доповненнями), в редакції від 05.03.2017 [Архівовано 2 листопада 2017 у Wayback Machine.]
- Закон України «Про сприяння соціальному становленню та розвитку молоді в Україні» від 05.02.1993 № 2998-XII (зі змінами і доповненнями), в редакції від 01.01.2017 [Архівовано 15 квітня 2017 у Wayback Machine.]
- Порядок надання  цільових  пільгових  державних кредитів для здобуття вищої освіти, затверджена постановою Кабінету Міністрів України від 16 червня 2003 р. № 916 [Архівовано 7 червня 2017 у Wayback Machine.]
- Наказ Міністерства освіти і науки України від 31.07.2003  № 508 « Про затвердження форм направлення на здобуття вищої освіти за цільовим пільговим державним кредитом та угоди про надання цільового пільгового державного кредиту для здобуття вищої освіти» [Архівовано 20 липня 2017 у Wayback Machine.]
- Умови прийому на навчання до вищих навчальних закладів України в 2017 році, затверджені Наказом Міністерства освіти і науки України від 13.10.2016  № 1236 [Архівовано 27 квітня 2017 у Wayback Machine.]
- Лист Міністерства освіти і науки України від 18.12.2006  N 11/67-844 «Щодо повернення державних пільгових довгострокових кредитів на здобуття освіти»